# Pałac Słonowice
Pałac w Słonowicach – odbudowany w czasach współczesnych pałac w woj. zachodniopomorskim, w pow. świdwińskim, w gm. Brzeżno, ulokowany nad jeziorem Słonowice, na miejscu zrujnowanego obiektu z XVIII w.

## Historia obiektu
- 1736 – Budowa majątku złożonego z dwóch naw: prawej, wyższej, i lewej, niższej. W prawej nawie mieściły się pomieszczenia należące do właściciela obiektu. Wody jeziora sięgały wówczas znacznie wyżej niż obecnie, sięgając ok. 40–60 m od tylnego wyjścia. Dwie studnie wybite na ponad 10 metrów w ziemię zaopatrywały w wodę pałac i przyległe gospodarstwo.
- 1740 – zarządcą obiektu zostaje Frederich Wilhelm Koesteritz.
- 1738 – budynek przechodzi pod zarząd właścicieli rycerskich. Majątek o wielkości 1080 ha zarządzany jest przez dr. Kleine-Fuhrmann (810 ha) i Pauline Perrin (270 ha).
- 1761 – Podczas wojny siedmioletniej wojska rosyjskie rujnują wieś. Zniszczeniu ulega również część majątku.
- 1843–1939 – Okres odbudowy po zniszczeniach wojennych.[potrzebny przypis]
  - 1886 – Epidemia cholery dotyka mieszkańców wsi, w tym również całą rodzinę zarządcy majątku w Słonowicach.
  - 1932 – Do właścicieli majątku i wsi należały również wsie przyległe: Pęczerzyno i Półchleb.
- 3 marca 1945 – Wkroczenie Armii Czerwonej i wypędzenie ludności niemieckiej.[potrzebny przypis]
- po 1945 – Budynek popada w stopniową ruinę. W latach 90. w pomieszczeniach pałacu mieszkają ludzie. Obiekt przechodzi pod zarząd PGR. Brak prac renowacyjnych powoduje zniszczenie obiektu i zakwalifikowanie do wyburzenia[potrzebny przypis].

## Rekonstrukcja

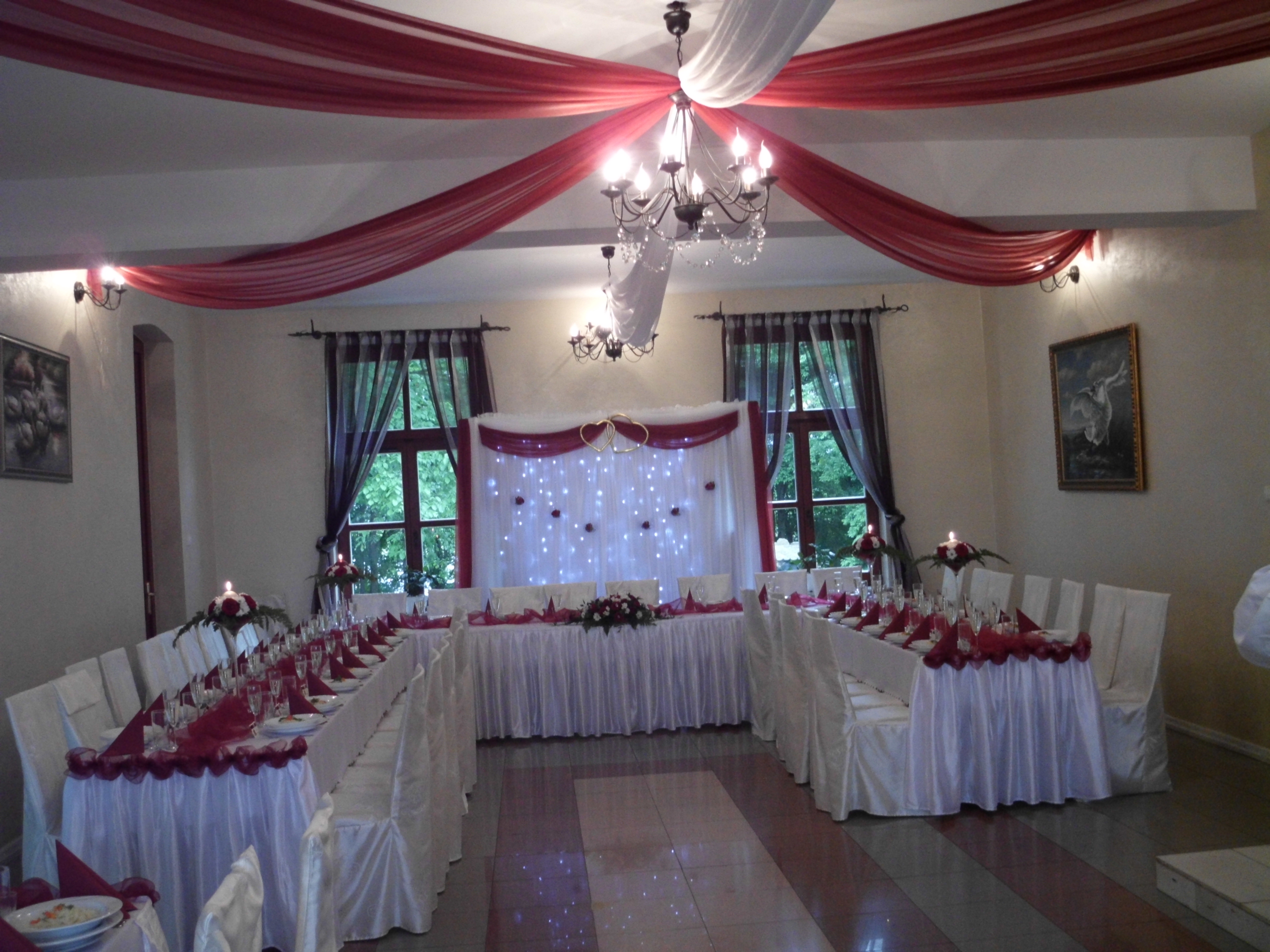
Sala Perłowa w Pałacu Słonowice

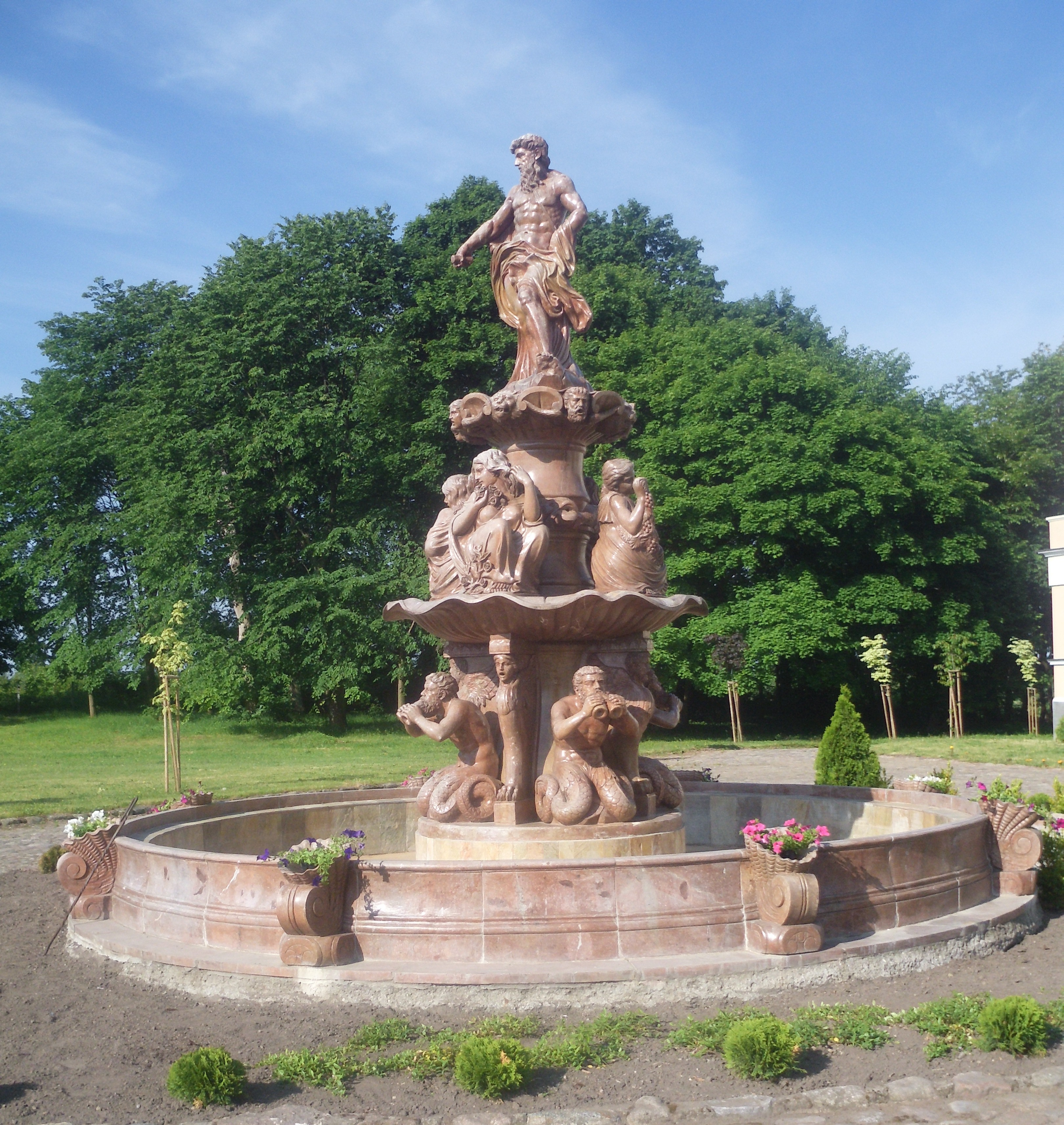
Fontanna przed Pałacem Słonowice

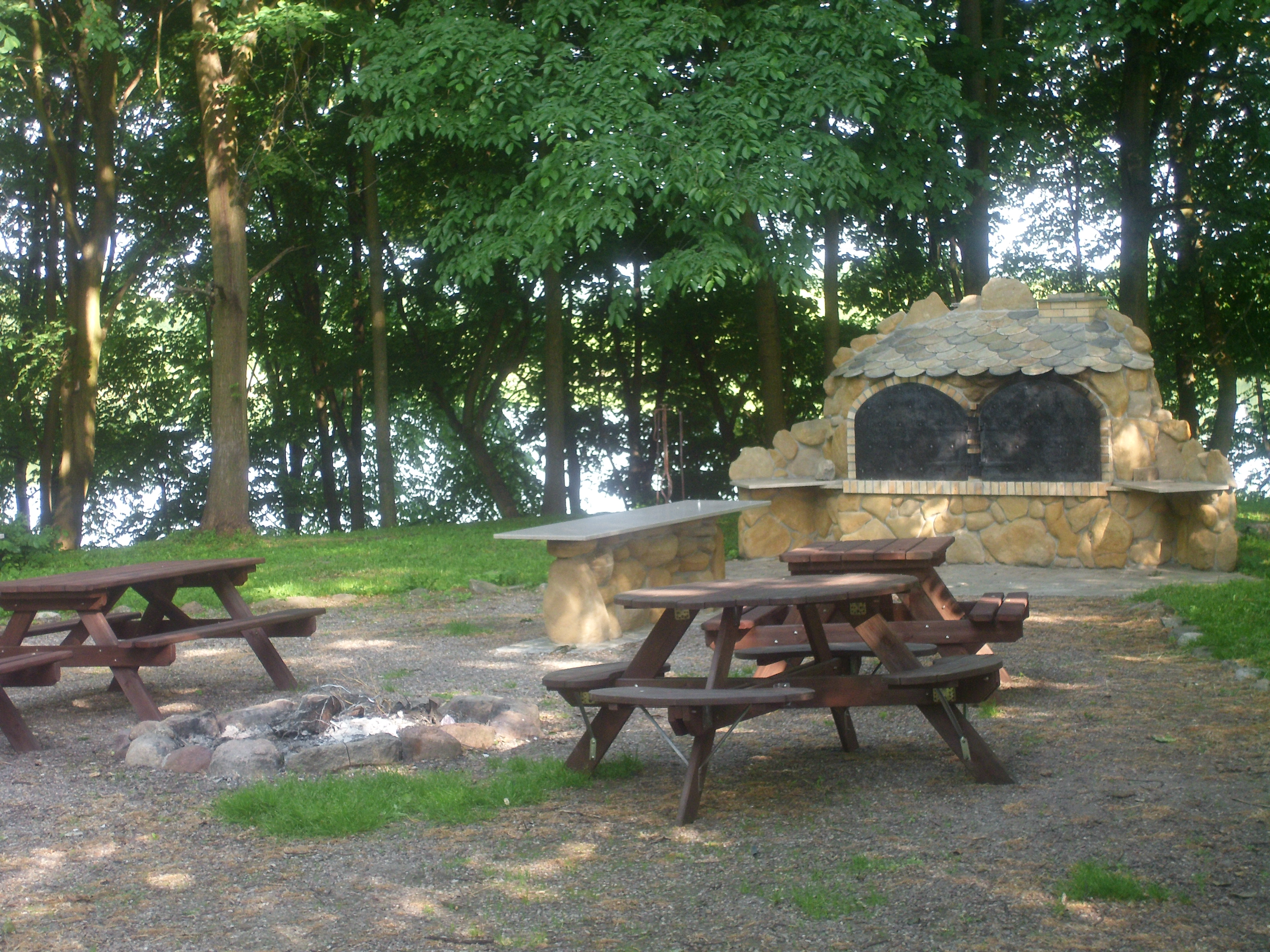
Grillownia za Pałacem Słonowice

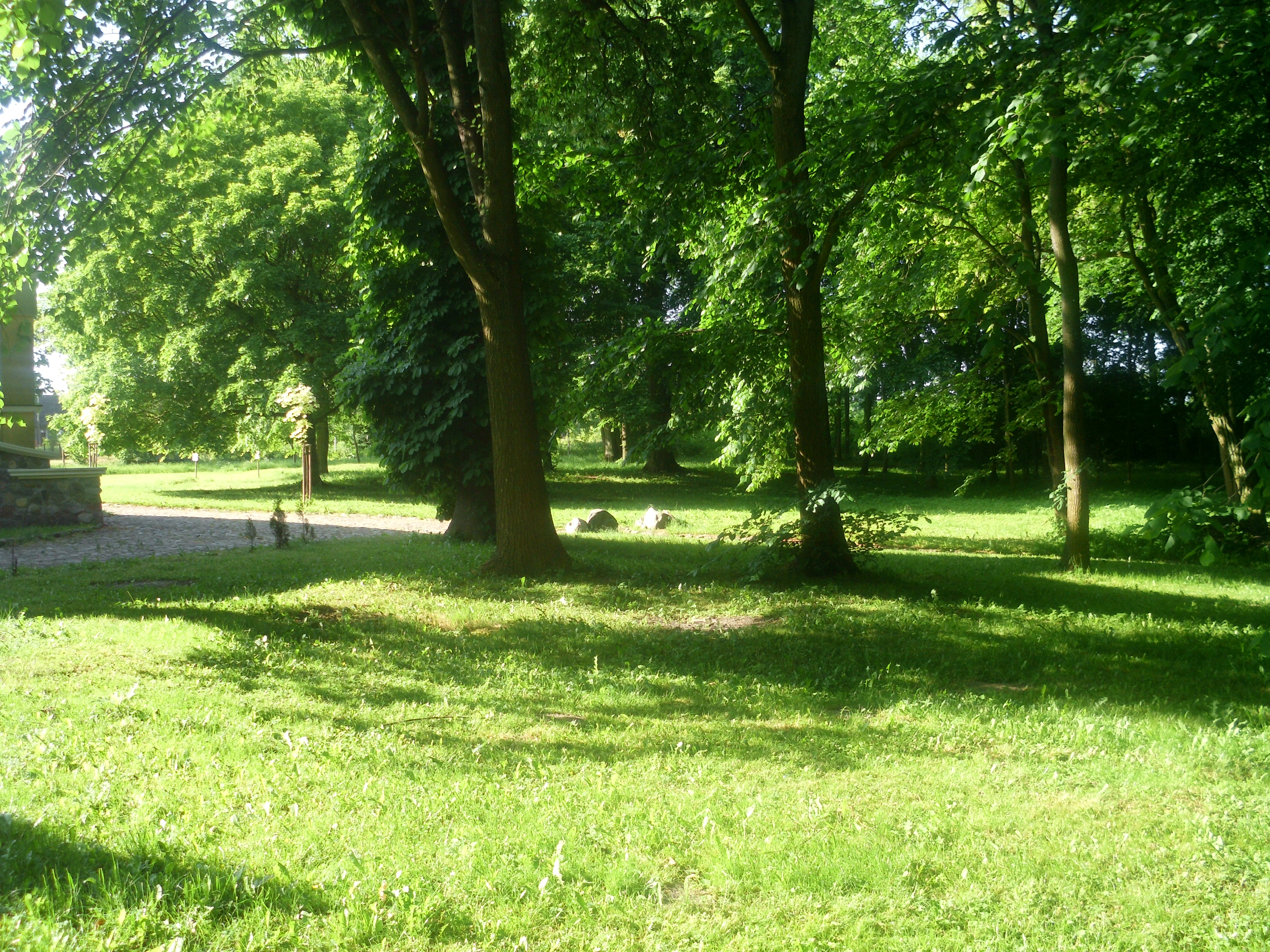
Park wokół Pałacu Słonowice

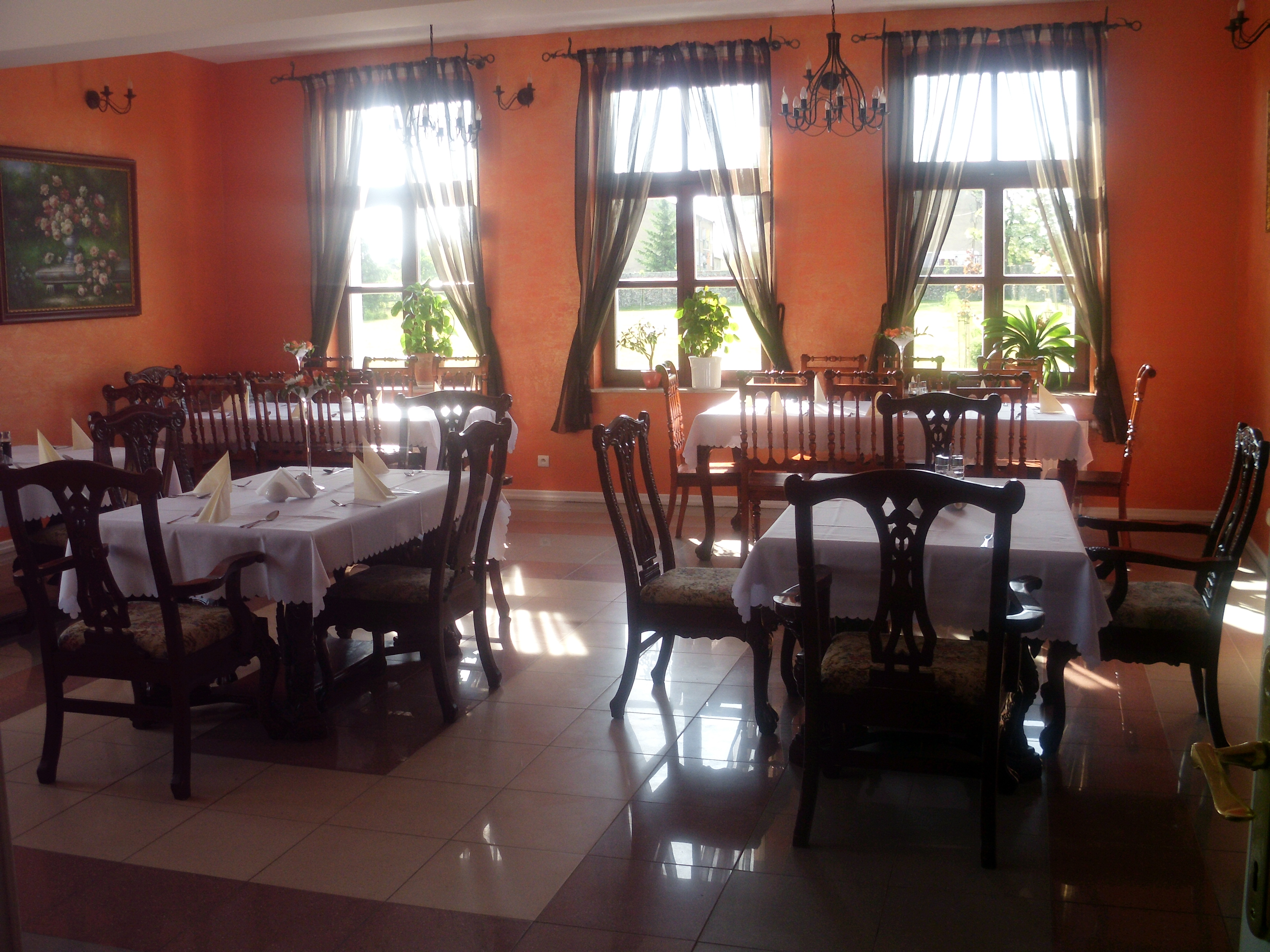
Restauracja w Pałacu Słonowice

Aktualnym właścicielem obiektu jest firma Anser z Warszawy. Właściciele wyburzyli pozostałości starego obiektu, budynek został postawiony od podstaw. Nadano mu charakter dworu myśliwskiego, wnętrza są stylizowane na zabytkowe. Obiekt oferuje miejsca noclegowe, sale bankietowe, zajmuje się organizacją szkoleń i wesel.